# افتیچیا کاراگیانی
افتیچیا کاراگیانی (انگلیسی: Eftychia Karagianni؛ زادهٔ ۱۰ اکتبر ۱۹۷۳) از برندگان مدال‌های بازی‌های المپیک تابستانی و بازیکن واترپلو اهل یونان است.